# Eryn Bulmer
Eryn Bulmer (Edmonton, 1 de agosto de 1976) es una deportista canadiense que compitió en saltos de plataforma. Ganó una medalla de oro en los Juegos Panamericanos de 1999, en la prueba individual.

## Palmarés internacional
| Juegos Panamericanos | Juegos Panamericanos | Juegos Panamericanos | Juegos Panamericanos |
| Año                  | Lugar                | Medalla              | Prueba               |
| -------------------- | -------------------- | -------------------- | -------------------- |
| 1999                 | Winnipeg (Canadá)    | Medalla de oro       | Trampolín 3 m        |